# Marja-Sisko Aalto
Marja-Sisko Aalto, nata Olli-Veikko Aalto (Lappeenranta, 29 luglio 1954), è una pastora protestante finlandese, aderente alla Chiesa evangelica luterana di Finlandia.
È stata vicario della parrocchia di Imatra dal 1986 al 2010. Nel novembre 2008, Olli Aalto rivelò ai media di essere una transessuale MtF e che si sarebbe sottoposto a un'operazione di cambio di sesso. La notizia generò un forte dibattito nella Chiesa finlandese: il vescovo di Mikkeli, Voitto Huotari, affermò che non c'era alcun ostacolo giudiziario alla permanenza nel ruolo di vicario di Aalto, ma che la sua decisione avrebbe generato problemi.
Nel corso del 2009, circa 600 fedeli abbandonarono la parrocchia di Imatra. Nel novembre 2009, Aalto ritornò ad esercitare il suo ruolo, dopo un anno di assenza dovuto all'operazione, ma nel marzo 2010 rassegnò le dimissioni da vicario.